# Military Peace Establishment Act

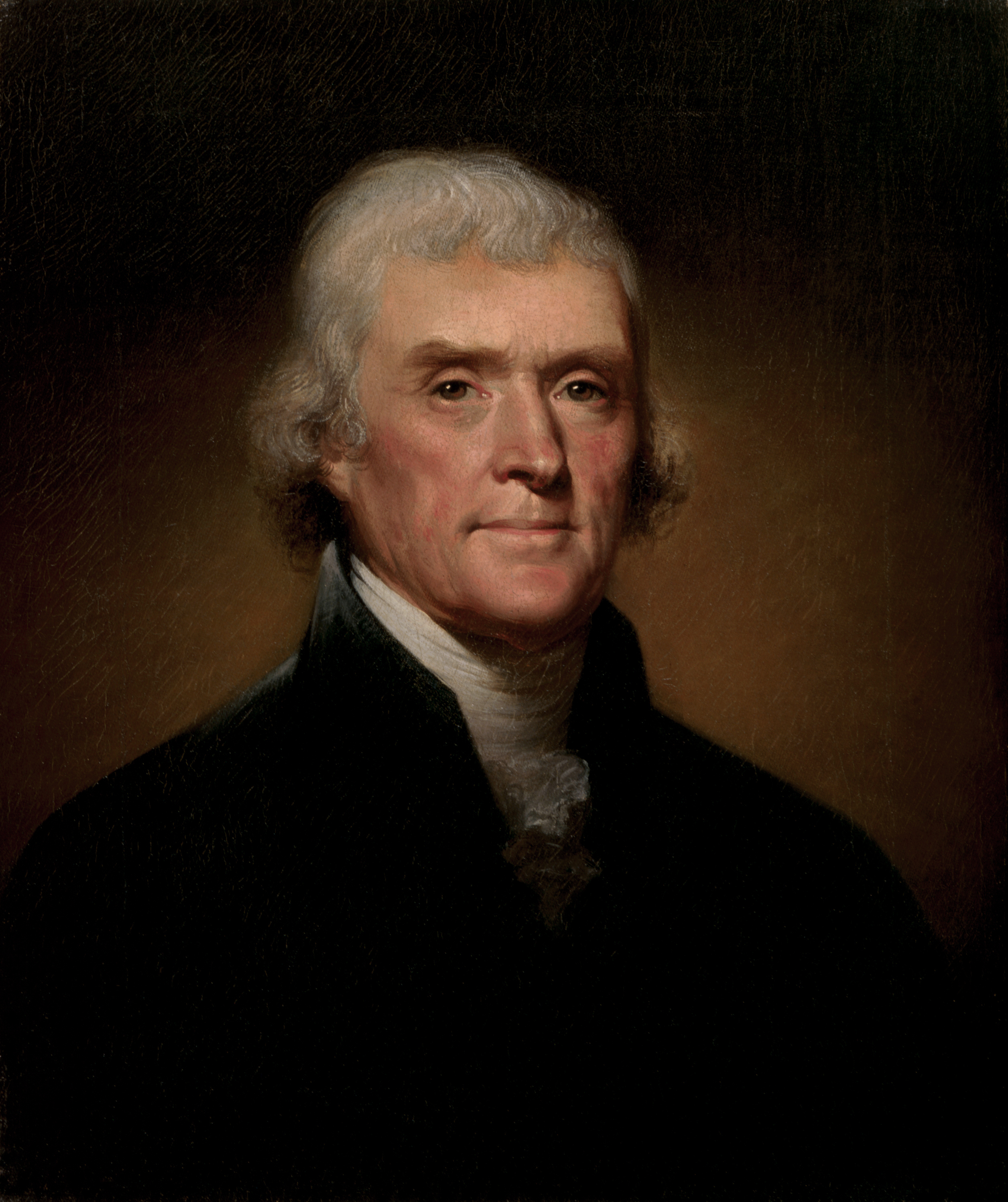
Thomas Jefferson, ondertekenaar van de Military Peace Establishment Act.

De Military Peace Establishment Act is een federale wet in de Verenigde Staten die werd ondertekend door president Thomas Jefferson op 16 maart 1802 en die een belangrijke hervorming doorvoerde in het Amerikaanse leger.

## Omschrijving
In 29 secties regelde de Military Peace Establishment Act onder andere algemene regels aangaande het leger, het aantal officieren en overig militair personeel waaruit het leger diende te bestaan, alsook de manier waarop de middelen van het leger zouden worden beheerd. De wet bepaalde ook dat er een militaire academie zou worden opgericht in West Point in de staat New York, de United States Military Academy. Met de oprichting van deze academie wilden de Amerikanen eigen ingenieurs opleiden, waardoor ze minder afhankelijk zouden worden van ingenieurs uit het buitenland. President Jefferson had een belangrijk persoonlijk aandeel in de totstandkoming van deze wet.